# Vern-sur-Seiche
Vern-sur-Seiche (en bretó Gwern-ar-Sec'h, en gal·ló Vèrn) és un municipi francès, situat a la regió de Bretanya, al departament d'Ille i Vilaine. L'any 2007 tenia 8.336 habitants. Limita a l'oest amb Noyal-Châtillon-sur-Seiche, al nord-est amb Domloup, al nord amb Chantepie, a l'est amb Nouvoitou, al sud-est amb Saint-Armel, al sud amb Bourgbarré i al sud-oest amb Saint-Erblon.

## Demografia
| 1962                                       | 1968  | 1975  | 1982  | 1990  | 1999  | 2004  | 2007  |
| ------------------------------------------ | ----- | ----- | ----- | ----- | ----- | ----- | ----- |
| 1.466                                      | 1.675 | 2.638 | 3.116 | 5.602 | 7.454 | 8.200 | 8.336 |
| Des de 1962: població sense dobles comptes |       |       |       |       |       |       |       |

## Administració
| Període   | Identitat                             | Partit |
| --------- | ------------------------------------- | ------ |
| 1790-1791 | Pierre Texier                         |        |
| 1791-1804 | Pierre Jacques Drouadaine             |        |
| 1804-1815 | Pierre Poupin                         |        |
| 1815-1830 | Pierre Coupé                          |        |
| 1830-1846 | Louis Jean Tenière                    |        |
| 1846-1870 | Pierre Petit                          |        |
| 1870-1871 | Henri Maruelle                        |        |
| 1871-1875 | Michel Pierre Desnos                  |        |
| 1875-1878 | Pierre Jean Desnos                    |        |
| 1878-1881 | Jean-Marie Corgne                     |        |
| 1881-1892 | Jean-Marie Deschamps                  |        |
| 1892-1902 | Christian-Marie Magon de La Vieuville |        |
| 1902-1928 | Emile Corgne                          |        |
| 1928-1929 | Emile Ange Richomme                   |        |
| 1929-1929 | Jean Marie Corgne                     |        |
| 1929-1935 | Louis François Delourmel              |        |
| 1935-1944 | Hyacinthe Sourdin                     |        |
| 1944-1959 | Pierre Jamois                         |        |
| 1959-1961 | Lucien Vuaroqueaux                    |        |
| 1961-1977 | Pierre Bossard                        |        |
| 1977-1995 | Eugène Douard                         |        |
| 1995-2014 | Jean-Claude Haigron                   | PS     |